# Richie Adubato
Richard Adam „Richie” Adubato (ur. 23 listopada 1937 w Irvington) – amerykański trener koszykarski.
W collegu grał w koszykówkę i baseball.

## Osiągnięcia

### Zawodnicze
College
- Mistrz NAIA World Series (1959  jako pierwszobazowy)
- Zaliczony do Athletic Hall of Fame w koszykówce i baseballu (1991)

### Trenerskie
Drużynowe
- Wicemistrzostwo:
  - NBA (1995)¹
  - WNBA (1999, 2000, 2002)

Indywidualne
- Trener drużyny Wschodu podczas meczu gwiazd WNBA (2000, 2001)

¹ – jako asystent trenera